# گدای اشراف‌زاده
گدای اشراف‌زاده فیلمی به کارگردانی عزیزالله بهادری و نویسندگی علیرضا داوودنژاد محصول سال ۱۳۵۷ است.

## خلاصه داستان
زهره دختر فقیری است که با مسعود آشنا می‌شود؛ اما اشرف، پدر مسعود که مرد متمولی است، با ازدواج آن دو مخالفت می‌کند. زهره وانمود می‌کند که یتیم است؛ اما جهانگیر فاش می‌کند که عصمت، مادر معروفهٔ زهره، در قید حیات است. مسعود، به رغم نظر پدرش، با زهره ازدواج می‌کند و اشرف طبق نقشهٔ جهانگیر پسرش را به بهانهٔ رسیدگی به امور تجارت خانه اش در بیروت به سفر می‌فرستد. جهانگیر با ترفند زهره را نزد مادرش می‌کشاند و از او اخاذی می‌کند. در مرافعه ای جهانگیر عصمت را به قتل می‌رساند، و او و زهره پس از محاکمه به حبس محکوم می‌شوند. زهره در زندان دختری به دنیا می‌آورد و او را به مسعود می‌سپارد. مسعود، که همسرش را طرد کرده، همراه پدر و دخترش به خرمشهر می‌رود، و تنها کسی که به ملاقات زهره می‌رود جلیل، دوست نوازندهٔ مسعود است. زهره پس از پنج سال حبس آزاد و به کمک جلیل خوانندهٔ مشهوری می‌شود. اشرف ورشکست و نابینا شده و زهره به کمک جلیل آنها را می‌یابد؛ اما مسعود او را از خود می‌راند، زهره به قصد خودکشی مقداری قرص می‌خورد، اما کارگران هتل محل اقامتش او را نجات می‌دهند و مسعود که با اعتراف پدرش متوجه قضایا شده با دخترش آذر به ملاقات همسرش می‌رود.

## بازیگران
- سعید راد
- شورانگیز طباطبایی
- جمشید مهرداد
- شهرزاد (کبری سعیدی)
- جلال موسوی
- رضا حاجیان
- حمید دلشکیب
- ذبیح‌الله ذبیح پور
- کریم قاجار
- گیتا
- آذر فخر